# هانس موسر (لاعب كرة يد)
هانس موسر (24 يناير 1937 في رومانيا - ) (بالرومانية: Hans Moser)‏ هو مدرب كرة يد ولاعب كرة يد رومانيا في مركز ظهير ‏.